# Symbatios Konstantinos

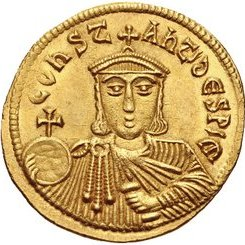
Symbatios Konstantinos auf dem Revers eines Solidus seines Vaters Leo V.

Symbatios (mittelgriechisch Συμβάτιος, armenisch Smbat, in manchen Quellen auch Sabbatios oder Sambates; * zwischen 800 und 810; † nach 820 auf Proti) war von 813/14 bis 820 unter dem Namen Konstantinos (Κωνσταντῖνος, Konstantin) byzantinischer Mitkaiser.

## Leben
Symbatios war der älteste Sohn des späteren Kaisers Leo V. und der Theodosia, einer Tochter des Usurpators Arsaber. Er hatte drei Brüder Basileios, Gregorios und Theodosios. Als Leo am 11. Juli 813 in einer Revolte gegen Michael I. zum Basileus erhoben wurde, avancierte Symbatios zum Thronfolger. Bald nach seinem Vater wurde er noch als Kind zum Mitkaiser gekrönt und nahm zugleich den Thronnamen Konstantinos an, der auch auf den für ihn herausgegebenen Münzen erscheint.
815 präsidierte Symbatios Konstantinos nominell neben Leo V. auf dem ikonoklastischen Konzil von Konstantinopel, das eine neue Phase des Bilderstreits einleitete. Nach der Ermordung seines Vaters am 25. Dezember 820 wurde er zusammen mit seiner Mutter und seinen Brüdern auf die Prinzeninsel Proti im Marmarameer verbannt. Dort wurden die Brüder kastriert und zu Mönchen geschoren. Der neue Kaiser Michael II. gestattete der Familie jedoch, einen Teil ihrer konfiszierten Güter sowie einige Diener zu behalten.